# Jereboam O. Beauchamp
Jereboam Orville Beauchamp (6 de septiembre de 1802 - 7 de julio de 1826) fue un abogado estadounidense que asesinó al legislador de Kentucky Solomon P. Sharp; el crimen es conocido como la Tragedia Beauchamp-Sharp. En 1821, Sharp había sido acusado en Bowling Green, Kentucky por Anna Cooke de ser padre de su hijo ilegítimo; que había nacido muerto. Sharp negó la paternidad, y la opinión pública le favoreció. En 1824, Beauchamp se casó con Cooke, que era dieciséis años mayor que él. Ella pidió que mataran a Sharp para defender su honor.
Cuando Sharp hizo campaña en 1825 por un asiento en la Cámara de Representantes de Kentucky, los opositores revivieron la historia de su supuesto hijo ilegítimo de Cooke. Distribuyeron literatura de campaña afirmando que el niño era mulato. Enfurecido, Beauchamp renovó su intención de vengar el honor de su esposa. En la madrugada del 7 de noviembre de 1825, engañó a Sharp para que abriera la puerta de su casa en Frankfort y lo apuñaló fatalmente.
Beauchamp fue declarado culpable del asesinato y condenado a la horca. La mañana de la ejecución, él y su esposa intentaron un doble suicidio apuñalándose con un cuchillo que había contrabandeado en la cárcel. Ella tuvo éxito, él no. Beauchamp fue colocado en la horca antes de que pudiera sangrar hasta morir, y fue ahorcado el 7 de julio de 1826. Los cuerpos de Jereboam y de Anna Beauchamp fueron arreglados en un abrazo y enterrados en un solo ataúd, como habían pedido. La Tragedia Beauchamp-Sharp inspiró obras ficticias como la obra sin terminar de Edgar Allan Poe, Politian, y World Enough and Time (1950) de Robert Penn Warren.

## Primeros años
Jereboam Beauchamp nació el 6 de septiembre de 1802, en el área que ahora es Condado de Simpson, Kentucky. Fue el segundo hijo de Thomas y Sally (Smithers) Beauchamp. Ambos padres eran cristianos devotos. Se le puso ese nombre debido a un tío paterno, Jereboam O. Beauchamp, un senador del estado del condado de Washington.
Beauchamp fue educado en la academia del Dr. Benjamin Thurston en el Condado de Barren, Kentucky hasta la edad de dieciséis años. Reconociendo que su padre no podía proveer suficiente para la familia, Beauchamp encontró trabajo como comerciante para ganar el dinero para su educación. Mientras ahorraba dinero, no tenía tiempo suficiente para continuar sus estudios. Recomendado por Thurston, Beauchamp se convirtió en preceptor de una escuela. Después de ahorrar más dinero, regresó a la escuela de Thurston como estudiante. Más tarde trabajó para la escuela como ujier.
A los dieciocho años, Beauchamp había terminado sus estudios preparatorios. Después de observar a los abogados que practican en Glasgow y Bowling Green, decidió seguir una carrera en la profesión legal.

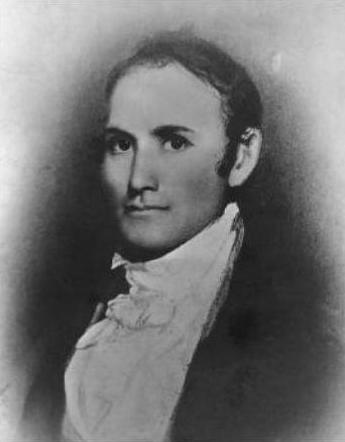
Solomon P. Sharp.

Particularmente, admiraba a Solomon Sharp, un joven abogado de treinta años en Bowling Green, con quien Beauchamp esperaba estudiar. En 1820, Beauchamp se desencantó con Sharp cuando surgieron rumores de que había engendrado un hijo ilegítimo con Anna Cooke, la hija soltera de un plantador que vivía en Bowling Green. Sharp negó la paternidad del niño, que nació muerto.

## Noviazgo de Anna Cooke

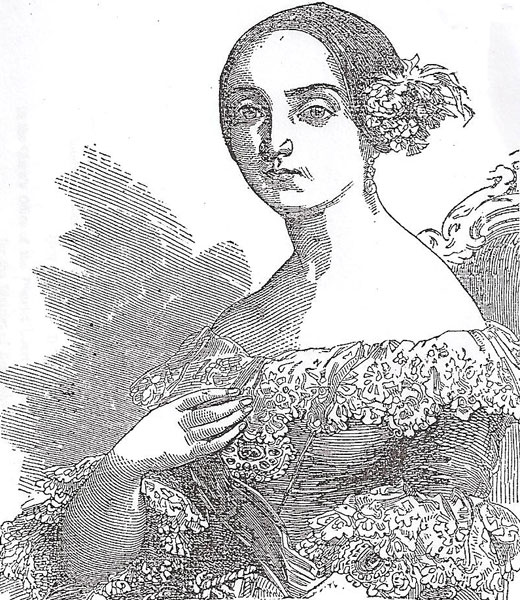
Cortejando a Anna Cooke, Beauchamp prometió matar a Solomon Sharp por haberla deshonrado.

Beauchamp dejó Bowling Green para vivir en la plantación de su padre en el condado de Simpson, Kentucky, donde convaleció de una enfermedad. Se enteró de que Cooke vivía cerca pues se había convertido en una reclusa en la plantación de su madre después de su desgracia pública. Habiendo oído hablar por un amigo mutuo acerca de su belleza y logros, decidió reunirse con Cooke. Al principio, ella rechazó toda la atención, pero poco a poco recibió a Beauchamp bajo su disfraz de devolverle libros prestados de su biblioteca. Los dos finalmente se hicieron amigos, y, en 1821, comenzó un cortejo. Beauchamp tenía dieciocho años; Cooke al menos treinta y cuatro.
Cuando le propuso matrimonio ese mismo año, Cooke le dijo a Beauchamp que se casaría con él con la condición de que matara a Sharp. Beauchamp consintió. Contra el consejo de Cook, Beauchamp viajó inmediatamente a la capital, Frankfort, donde Sharp había sido nombrado recientemente procurador general por el gobernador.

## Desafíos
Según el relato de Beauchamp, encontró a Sharp y lo desafió a un duelo, pero Sharp se negó porque no estaba armado. Empuñando un cuchillo, Beauchamp sacó un segundo cuchillo y se lo ofreció a Sharp, quien volvió a rechazar el desafío. Cuando Beauchamp lo desafió por tercera vez, Sharp trató de huir, pero Beauchamp lo agarró por el cuello. Sharp cayó de rodillas y rogó a Beauchamp que le perdonara la vida. Beauchamp lo pateó, lo maldijo por cobarde y amenazó con montarle hasta que accedió a un duelo. Al día siguiente, Beauchamp buscó a Sharp en las calles de Frankfort, pero le dijeron que se había ido a Bowling Green. Fue a Bowling Green, solo para enterarse de que Sharp no estaba allí. Finalmente regresó a la casa de Anna Cooke.
Después del fallido intento de Beauchamp, Cooke decidió atraer a Sharp a su casa y matarlo por sí misma. Beauchamp quería tomar medidas para defender su honor, pero estaba decidida a actuar por sí misma si era necesario. Comenzó por aprender a disparar un arma. Al enterarse de que Sharp estaba en Bowling Green, Cooke le envió una carta condenando el intento de Beauchamp contra su vida y pidiéndole que volviera a verla. Sharp sospechó una trampa, pero respondió que se reuniría con ella en el momento previsto. Con la esperanza de matar a Sharp antes de la reunión, Beauchamp viajó a Bowling Green, pero encontró que su objetivo ya había partido para Frankfort. Él había eludido la trampa. Beauchamp decidió terminar sus estudios jurídicos en Bowling Green y esperar a que Sharp regresara allí.
Beauchamp fue admitido a la barra en abril de 1823. Él y Anna Cooke se casaron en junio de 1824. Todavía decidido a defender el honor de su esposa, Beauchamp ideó una artimaña para atraer a Sharp a Bowling Green. Escribió cartas a Sharp bajo varios seudónimos, cada una pidiendo su ayuda en algún tipo de asunto legal, y cada una enviada desde una oficina de correos diferente. Cuando Sharp no respondió, Beauchamp decidió volver a Frankfort y enfrentarse a él.

## Asesinato de Solomon Sharp
En Frankfort, en 1825, Sharp estaba en medio de una amarga batalla política conocida como la Controversia de la Antigua Corte-Nueva Corte. Se identificó con la Nueva Corte, que promovió una agenda legislativa favorable a los deudores. En oposición se encontraba el Viejo Tribunal, que trabajó para garantizar los derechos de los acreedores para cobrar las deudas. Sharp había servido como procurador general del estado bajo los nuevos gobernadores de la corte John Adair, cuyo mandato duró hasta agosto de 1824, y Joseph Desha, que le sucedió en el cargo. El poder de la Nueva Corte estaba empezando a disminuir.
En 1825, Sharp dimitió para mover un asiento en la Cámara de Representantes de Kentucky. Durante la acalorada campaña, los opositores plantearon de nuevo el tema de su supuesta seducción de Anna Cooke. El partidario John U. Waring de la Antigua Corte había repartido folletos que alegaban que Sharp había negado la paternidad del niño ilegítimo de Cooke porque era mulato y posiblemente engendrado por un esclavo de la familia Cooke. Sharp ganó la elección, derrotando a John J. Crittenden.
Si Sharp había hecho esa demanda es incierto, pero Beauchamp creía que sí. Planeó asesinarlo y huir con Anna a Misuri. Mataría a Sharp en la madrugada del 7 de noviembre de 1825, cuando la nueva legislatura convocara su sesión, ya que esperaba que la sospecha caería sobre los enemigos políticos de Sharp. Tres semanas antes de esa fecha, Beauchamp vendió su propiedad, diciéndole a sus amigos que planeaba mudarse a Misuri. Empleó trabajadores para ayudar a cargar sus carros dos días antes del planeado asesinato.
El plan de Beauchamp fue complicado por una orden jurada contra él por Ruth Reed. Le demandó en apoyo de su hijo ilegítimo, nacido el 10 de junio de 1824, alegando que él era el padre. Beauchamp más tarde dijo que había ignorado la orden, fechada el 25 de octubre de 1825, por consejo de un amigo que lo calificó de hostigamiento. También dijo que había arreglado la orden, como una excusa para estar en Frankfort para matar a Sharp. El historiador Fred Johnson dice que Beauchamp probablemente agregó la orden en su historia después del hecho, como medio de control de daños. Apenas le pareció bien haber cometido el acto por el que aparentemente mató a Sharp.
En preparación al crimen, Beauchamp metió en una bolsa un cambio de ropa, una máscara negra y un cuchillo con veneno en la punta, para ser usado como el arma asesina. Al encontrar todas las posadas llenas cuando llegó a Frankfort, se alojó en la residencia de Joel Scott, director de la penitenciaría estatal. Entre las nueve y las diez de la noche, Beauchamp fue a la casa de Sharp. Disfrazado, llevó sus ropas usuales y las enterró a lo largo de la orilla del río Kentucky para su recuperación después del asesinato. Descubriendo que Sharp no estaba en casa, Beauchamp lo buscó en la ciudad, encontrándolo en una taberna local. Volvió a la casa de Sharp para esperarlo, y lo vio regresar a medianoche.
A las dos de la madrugada, Beauchamp pensó que la casa estaba tranquila. En su Confesión, describió el asesinato de Sharp:

Me puse la máscara, saqué la daga y me dirigí a la puerta; golpeé tres veces fuerte y rápido, dijo el coronel Sharp; "¿Quién está ahí?". —"Covington", le contesté. Rápidamente se oyó el pie de Sharp en el suelo. Vi bajo la puerta mientras se acercaba sin luz. Puse la máscara sobre el rostro e inmediatamente el coronel Sharp abrió la puerta. Avancé hacia la habitación y con la mano izquierda agarré su muñeca derecha. La violencia del agarre lo hizo retroceder y tratar de desenganchar su muñeca. —¿Qué es esto Covington?, preguntó él. Le respondí que John A. Covington. —No te conozco, dijo el coronel Sharp, conozco a John W. Covington. La señora Sharp apareció en la puerta de la partición y luego desapareció, al verla desaparecer dije con un tono persuasivo de voz: —Ven a la luz coronel y me reconocerás —y tirándole del brazo, se acercó a la puerta y, aún sosteniendo la muñeca con la mano izquierda, me quité el sombrero y el pañuelo de encima de la frente y miré al rostro de Sharp. Me conoció más fácilmente me imagino, por mis largos mechones, de pelo rizado. Se echó hacia atrás y exclamó en un tono de horror y desesperación, "Dios Mío es él", y cuando lo dijo cayó de rodillas. Solté su muñeca y lo agarré por la garganta de modo que golpeó contra el panel de la puerta y murmuré en su cara, "muere villano". Como dije, hundí la daga en su corazón.
—Jereboam Beauchamp, Confesión de Jereboam O. Beauchamp, pp. 39-41

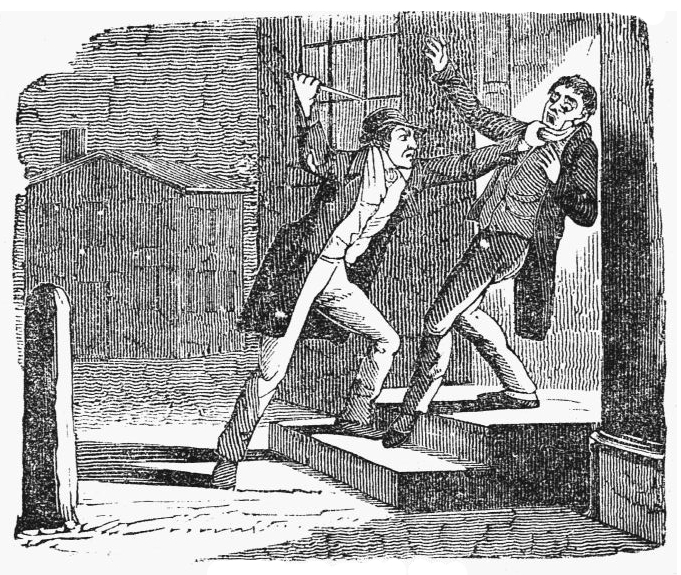
Jereboam O. Beauchamp asesina a Solomon P. Sharp.

Sharp murió en cuestión de segundos. Beauchamp huyó y fue hasta el río a recoger su ropa, donde se cambió y hundió su disfraz en el río atadas las prendas con una piedra. Después regresó a su habitación en la casa de Joel Scott.
Cuando la familia Scott se despertó a la mañana siguiente, Beauchamp salió de sus aposentos. Fingió sorpresa cuando se le dijo sobre el asesinato y al parecer fue creído en ese momento. Después de que le dijeran que aún no había sospechosos, llamó a por su caballo y comenzó su viaje de regreso de cuatro días a Bowling Green. Al llegar, le dijo a su esposa Anna que Sharp estaba muerto. A la mañana siguiente, un miembro de Frankfort llegó y le dijo a Beauchamp que era sospechoso del asesinato. Aceptó regresar con los hombres a Frankfort y enfrentar el cargo.

## Juicio por asesinato
Beauchamp llegó a Frankfort el 15 de noviembre de 1825. Los nuevos partidarios de la corte hablaron del asesinato de Sharp como un trabajo del partido de la vieja corte, como Beauchamp había esperado. Un sospechoso era Waring, que había impreso los folletos críticos contra Sharp. Conocido como un hombre violento, tenía motivación política y personal para el crimen. Fue despejado de toda sospecha cuando los investigadores supieron que, en el momento del asesinato, Waring estaba en el Condado de Fayette recuperándose de lesiones no relacionadas.
La sospecha se trasladó a Beauchamp, pues era leal al viejo partido de la corte, y era conocido por odiar a Sharp por sus principios políticos. La gente sabía de la supuesta aventura de Sharp con Anna Cooke antes de su unión con Beauchamp. Testigos colocaron a Beauchamp en Frankfort la noche del asesinato, y su anfitrión, Joel Scott, dijo que había oído a Beauchamp salir de la casa durante la noche. Después de presentar el testimonio preliminar, el procurador de la Commonwealth Charles Bibb pidió tiempo adicional para reunir más testigos. Beauchamp aceptó la solicitud. Un segundo retraso trasladó las próximas audiencias de nuevo a mediados de diciembre.
La daga tomada de Beauchamp en su arresto no coincidió con la herida en el cuerpo de Sharp. (En su confesión, Beauchamp afirmó haber enterrado el arma del asesinato junto a la orilla del río cerca del lugar donde ocurrió el asesinato. El cuchillo nunca fue encontrado). Los zapatos de Beauchamp no coincidían con una huella encontrada fuera de la casa de Sharp la mañana después del asesinato. El grupo perdió un pañuelo encontrado en la escena del crimen y que se creía podía pertenecer al asesino. (Beauchamp más tarde afirmó haberlo robado y quemado después de que el grupo investigador se hubiera ido a dormir una noche).
Varios testigos testificaron contra él. La viuda Eliza Sharp testificó que la voz del asesino era distinta. Se ideó una prueba que permitió a la señora Sharp oír la voz de Beauchamp sin verle; ella inmediatamente lo identificó como la del asesino. (Beauchamp afirmó que había alterado su voz en la noche del asesinato y creía que la Sra. Sharp no lo reconocería). Patrick Henry Darby, partidario de la Vieja Corte, afirmó que en 1824 tuvo un encuentro casual con el hombre que ahora conocía como Beauchamp. Darby dijo que el hombre, un extraño para él en ese momento, había pedido la ayuda de Darby para procesar una demanda no especificada contra Sharp. El hombre se identificó a sí mismo como el marido de Anna Cooke y dijo que tenía la intención de matar a Sharp. Basándose en la evidencia circunstancial, Beauchamp fue llevado a juicio en el próximo período del Tribunal de circuito en marzo de 1826.

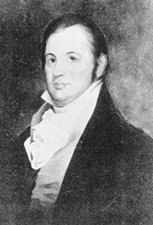
El exsenador John Pope fue el abogado principal del equipo de defensa de Beauchamp.

El tío de Beauchamp Jereboam montó un equipo legal para su sobrino que incluyó al exsenador estadounidense John Pope. El gran jurado se reunió en marzo y devolvió una imputación contra Beauchamp por el asesinato de Sharp. Dando a Beauchamp el tiempo que pidió para reunir testigos, la corte programó una sesión especial en mayo específicamente para su juicio.
El juicio de Beauchamp comenzó el 8 de mayo de 1826. Después de que un cambio de lugar fue denegado, Beauchamp se declaró inocente de la acusación en su contra. Eliza Sharp contó los acontecimientos de la noche del asesinato y reiteró que la voz de Beauchamp era la del asesino. John Lowe, un magistrado del condado de Simpson, testificó que había oído a Beauchamp amenazar con matar a Sharp, y dijo que al regresar a Beaufort desde Frankfort, lo vio agitando una bandera roja y le oyó decirle a su esposa que había "ganado la victoria". Patrick Darby repitió su testimonio de la reunión de 1824 entre él y Beauchamp. Darby dijo que Beauchamp le había dicho que Sharp le ofreció mil dólares, una esclava y 200 acres (0,81 km²) de tierra si él y su esposa Anna lo dejaban tranquilo. Como Sharp aparentemente había renunciado a la promesa, Beauchamp le dijo a Darby que iba a matarlo. Otros testigos declararon que Beauchamp habitualmente se refería al amigo de Sharp, John W. Covington, como "John A. Covington", el nombre usado por el asesino para conseguir la entrada a la casa de Sharp.
Los testimonios en el juicio concluyeron el 15 de mayo de 1826; cuatro días después del inicio. A pesar de la falta de evidencia física, el jurado deliberó solo una hora antes de condenar a Beauchamp por el asesinato de Sharp. Fue condenado a la horca el 26 de junio de ese año. Beauchamp pidió una suspensión de la ejecución para escribir una justificación para sus acciones. Se concedió la suspensión, y la ejecución fue reprogramada para el 7 de julio de 1826. Aunque Anna Beauchamp fue interrogada, una acusación contra ella por ser un accesorio del crimen fue desestimada.

## Ahorcamiento
Mientras estaba encarcelado y aguardando la ejecución, Beauchamp escribió una confesión. Acusó a Patrick Darby de perjurio con respecto a la supuesta reunión de 1824 entre ellos. Muchos creyeron que la acusación de Beauchamp tenía la intención de obtener el favor del nuevo gobernador de la corte, Joseph Desha —quien consideraba a Darby como un enemigo político y de obtener un perdón por parte de él—. Cuando Beauchamp terminó la confesión a mediados de junio de 1826, su tío, el senador Beauchamp, la llevó al impresor estatal para su publicación inmediata. Un partidario del Viejo Tribunal, el impresor se negó a publicarlo.
Anna Beauchamp se unió a su marido en su celda en la mazmorra; la única entrada era a través de una trampilla en la parte superior de la habitación. Durante su encarcelamiento, trataron de sobornar a un guardia para permitirles escapar. Cuando esto falló, intentaron pasar una carta para el senador Beauchamp donde le pedían ayuda para escapar, intento que igualmente fracasó. Tanto el senador como el joven Beauchamp pidieron el perdón al gobernador Desha, pero no sirvió. La petición final de Beauchamp a Desha para una suspensión de la ejecución fue rechazada el 5 de julio de 1826. Con la última esperanza agotada, la pareja intentó un doble suicidio bebiendo un frasco de láudano que Anna había introducido clandestinamente en la celda. Ambos sobrevivieron. A la mañana siguiente, Jereboam y Anna fueron puestos bajo vigilancia de un guardia para evitar otro acto suicida y amenazados con que los separarían.
La noche antes de la ejecución, Anna tomó una segunda dosis de láudano pero no surtió efecto. El 7 de julio de 1826, la mañana de la ejecución programada, Anna le pidió al guardia que le permitiera privacidad para vestirse. Una vez que el guardia se fue, Anna reveló a Beauchamp que había contrabandeado un cuchillo, y ella y su marido se apuñalaron. Anna fue llevada a una casa cercana para ser atendida por médicos.
Demasiado débil para mantenerse de pie o caminar, Beauchamp fue cargado en un carro para ser llevado hasta la horca. Rogó por Anna, pero los guardias le dijeron que no estaba gravemente herida. Los guardias finalmente le permitieron verla, y Beauchamp se enfadó de que hubieran menospreciado su condición crítica. Se quedó con ella hasta que ya no pudo sentir su pulso; entonces los guardias lo llevaron a la horca para ser ahorcado antes de morir debido a sus heridas.
Beauchamp pidió ver a Patrick Darby, que estaba entre los 5.000 espectadores reunidos. Beauchamp sonrió y le ofreció su mano, pero Darby rechazó el gesto. Beauchamp negó públicamente que Darby tuviera alguna relación con el asesinato de Sharp, pero lo acusó de haber mentido sobre su reunión de 1824. Darby negó la acusación e intentó que Beauchamp se retractara, pero el prisionero ya era trasladado a la horca.

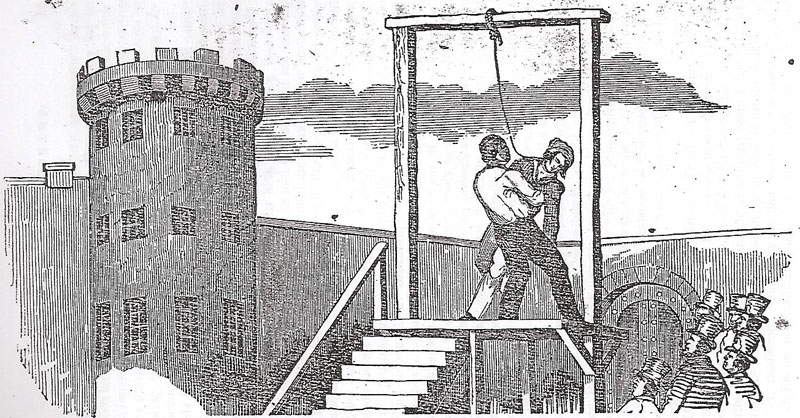
Beauchamp fue ahorcado por el asesinato de Sharp.

Dos hombres sujetaron a Beauchamp mientras le ponían la soga al cuello. Pidió un trago de agua y la banda de música tocó "El retiro de Bonaparte de Moscú". A la señal, el carro salió de debajo de él, y murió después de una breve lucha. Su padre reclamó el cuerpo. Siguiendo las instrucciones anteriores de Beauchamp, hizo que los cadáveres de Jereboam y Anna se arreglaran en un abrazo y los enterraran en el mismo ataúd. Un poema escrito por Anna fue grabado en su doble lápida.
El senador Beauchamp finalmente encontró un editor para la confesión de su sobrino. La primera impresión se realizó el 11 de agosto de 1826. El hermano de Sharp, el doctor Leander Sharp, intentó contrarrestar la Confesión de Beauchamp con la Vindicación del Carácter del difunto Coronel Solomon P. Sharp, que escribió en 1827. En este libro, el doctor Sharp afirmó haber visto una "primera versión" de la confesión en la que Beauchamp implicó a Darby. Darby amenazó con demandar al doctor Sharp si publicaba Vindicacion, y John Waring amenazó con matarlo si lo hacía. Sharp no soltó el manuscrito y lo ocultó en su casa. La versión impresa terminada fue encontrada en 1877 durante una remodelación de la casa de Sharp.

## En la cultura popular
- La obra de Edgar Allan Poe, Politian, se basó en los eventos anteriores.[43]
- World Enough and Time de Robert Penn Warren también fue inspirado por ellos.[43]

## Nota
1. ↑  Diversas fuentes deletrean el nombre como Anna Cooke, Anna Cook, Ann Cooke, y Ann Cook.

## Lectura adicional
- Bruce, Dickson D. (2003). The Kentucky Tragedy and the Transformation of Politics in the Early American Republic. The American Transcendental Quarterly. 17.
- Coleman, John Winston (1950). The Beauchamp–Sharp Tragedy; An Episode of Kentucky History during the Middle 1820's. Frankfort, Kentucky: Roberts Print. Co.
- The Life of Jeroboam O. Beauchamp : Who Was Hanged at Frankfort, Kentucky, for the Murder of Col. Solomon P. Sharp. Frankfort, Kentucky: O'Neill & D'Unger. 1850.
- Sharp, L.L. (1827). Vindication of the Character of the late Col. Solomon P. Sharp. Frankfort, Kentucky: Amos Kendall and Co., scanned version online, University of Kentucky
- Thies, Clifford F. (2007). Murder and Inflation: the Kentucky Tragedy. Ludwig von Mises Institute